# Promozione Piemonte-Valle d'Aosta 1976-1977
Nella stagione 1976-1977 la Promozione era il quinto livello del calcio italiano (il massimo livello regionale). Qui vi sono le statistiche relative al campionato in Piemonte e in Valle d'Aosta gestito dal Comitato Regionale Piemonte-Valle d'Aosta.
Il campionato è strutturato in vari gironi all'italiana su base regionale, gestiti dai Comitati Regionali di competenza. Promozioni alla categoria superiore e retrocessioni in quella inferiore non erano sempre omogenee; erano quantificate all'inizio del campionato dal Comitato Regionale secondo le direttive stabilite dalla Lega Nazionale Dilettanti, ma flessibili, in relazione al numero delle società retrocesse dalla Serie D e perciò, a seconda delle varie situazioni regionali, la fine del campionato poteva avere degli spareggi sia di promozione che di retrocessione.
All'inizio della stagione il Comitato Regionale Piemontese cambia denominazione in Comitato Regionale Piemonte-Valle d'Aosta.

## Girone A

### Squadre partecipanti
| Squadra                  | Città (provincia)             |
| ------------------------ | ----------------------------- |
| U.S. Aosta               | Aosta                         |
| U.S. Bollengo            | Bollengo (TO)                 |
| A.S. Borgosesia          | Borgosesia (VC)               |
| A.C. Castellettese       | Castelletto sopra Ticino (NO) |
| A.S. Cossatese           | Cossato (VC)                  |
| U.S. Crescentinese       | Crescentino (VC)              |
| F.C. Gattinara           | Gattinara (VC)                |
| A.C. Gozzano             | Gozzano (NO)                  |
| U.S.I. Grignasco         | Grignasco (NO)                |
| U.S. Juventus Domo       | Domodossola (NO)              |
| Oleggio Sportiva         | Oleggio (NO)                  |
| U.S. Ponzone             | Trivero (VC)                  |
| A.S. Sunese              | Suno (NO)                     |
| A.C. Trecate             | Trecate (NO)                  |
| S.S. Verbania            | Verbania (NO)                 |
| A.S. Virtus Villadossola | Villadossola (NO)             |

### Classifica finale
|  | Pos. | Squadra             | Pt  | G   | V   | N   | P   | GF  | GS  | DR  |
|  | ---- | ------------------- | --- | --- | --- | --- | --- | --- | --- | --- |
|  | 1.   | Aosta               | 44  | 30  | 19  | 6   | 5   | 49  | 19  | +30 |
|  | 2.   | Trecate             | 37  | 30  | 14  | 9   | 7   | 44  | 31  | +13 |
|  | 3.   | Virtus Villadossola | 36  | 30  | 13  | 10  | 7   | 36  | 28  | +8  |
|  | 4.   | Juventus Domo       | 33  | 30  | 11  | 11  | 8   | 48  | 39  | +9  |
|  | 5.   | Crescentinese       | 33  | 30  | 13  | 7   | 10  | 32  | 35  | -3  |
|  | 6.   | Borgosesia          | 32  | 30  | 14  | 4   | 12  | 42  | 40  | +2  |
|  | 7.   | Verbania            | 31  | 30  | 11  | 9   | 10  | 31  | 29  | +2  |
|  | 8.   | Castellettese       | 30  | 30  | 9   | 12  | 9   | 42  | 34  | +12 |
|  | 9.   | Cossatese           | 29  | 30  | 9   | 11  | 10  | 35  | 32  | +3  |
|  | 9.   | Oleggio             | 29  | 30  | 9   | 11  | 10  | 34  | 31  | +3  |
|  | 9.   | Gattinara           | 29  | 30  | 8   | 13  | 9   | 41  | 47  | -6  |
|  | 12.  | Grignasco           | 28  | 30  | 7   | 14  | 9   | 30  | 31  | -1  |
|  | 12.  | Gozzano             | 28  | 30  | 9   | 10  | 11  | 25  | 31  | -6  |
|  | 14.  | Sunese              | 27  | 30  | 8   | 11  | 11  | 26  | 30  | -4  |
|  | 15.  | Bollengo            | 26  | 30  | 9   | 8   | 13  | 22  | 33  | -11 |
|  | 16.  | Ponzone             | 8   | 30  | 2   | 4   | 24  | 18  | 65  | -47 |
|  |      |                     | 480 | 480 | 165 | 150 | 165 | 555 | 555 | 0   |

Legenda:
      Promosso in Serie D 1977-1978.
      Retrocesso in Prima Categoria.
Regolamento:
Due punti a vittoria, uno a pareggio, zero a sconfitta.
Pari merito in caso di pari punti.
Differenza reti generale per stabilire le retrocessioni in caso di pari punti.

## Girone B

### Squadre partecipanti
| Squadra                      | Città (provincia)     |
| ---------------------------- | --------------------- |
| U.S. Alpignano               | Alpignano (TO)        |
| U.S. Balangero               | Balangero (TO)        |
| A.C. Bra                     | Bra (CN)              |
| Pol. Busca                   | Busca (CN)            |
| A.S. Carassonese             | Mondovì (CN)          |
| U.S. Castellamonte           | Castellamonte (TO)    |
| U.S. Cheraschese             | Cherasco (CN)         |
| U.S. Fossanese               | Fossano (CN)          |
| A.S. Nicese                  | Nizza Monferrato (AT) |
| G.S. Pertusa                 | Torino                |
| F.C. Pinerolo                | Pinerolo (TO)         |
| U.S. Renault Gassino         | Gassino Torinese (TO) |
| U.P. Santenese               | Santena (TO)          |
| U.S. Saviglianese            | Savigliano (CN)       |
| U.S. Torretta Santa Caterina | Asti                  |
| U.S. Valenzana               | Valenza (AL)          |

### Classifica finale
|  | Pos. | Squadra                 | Pt  | G   | V   | N   | P   | GF  | GS  | DR  |
|  | ---- | ----------------------- | --- | --- | --- | --- | --- | --- | --- | --- |
|  | 1.   | Busca                   | 45  | 30  | 19  | 7   | 4   | 49  | 24  | +25 |
|  | 2.   | Saviglianese            | 40  | 30  | 14  | 12  | 4   | 35  | 17  | +18 |
|  | 3.   | Torretta Santa Caterina | 38  | 30  | 14  | 10  | 6   | 45  | 28  | +17 |
|  | 4.   | Alpignano               | 34  | 30  | 12  | 10  | 8   | 37  | 29  | +8  |
|  | 4.   | Balangero               | 34  | 30  | 10  | 14  | 6   | 35  | 31  | +4  |
|  | 4.   | Carassonese             | 34  | 30  | 11  | 12  | 7   | 39  | 31  | +8  |
|  | 4.   | Cheraschese             | 34  | 30  | 12  | 10  | 8   | 40  | 31  | +9  |
|  | 8.   | Castellamonte           | 32  | 30  | 8   | 16  | 6   | 43  | 33  | +10 |
|  | 9.   | Pertusa                 | 30  | 30  | 8   | 14  | 8   | 37  | 30  | +7  |
|  | 9.   | Renault Gassino         | 30  | 30  | 10  | 10  | 10  | 25  | 30  | -5  |
|  | 11.  | Fossanese               | 27  | 30  | 9   | 9   | 12  | 38  | 37  | +1  |
|  | 12.  | Bra                     | 24  | 30  | 4   | 16  | 10  | 21  | 45  | -24 |
|  | 12.  | Pinerolo                | 24  | 30  | 6   | 12  | 12  | 33  | 39  | -6  |
|  | 14.  | Valenzana               | 19  | 30  | 4   | 11  | 15  | 30  | 42  | -12 |
|  | 15.  | Nicese (-1)             | 18  | 30  | 7   | 5   | 18  | 25  | 53  | -28 |
|  | 16.  | Santenese               | 16  | 30  | 5   | 6   | 19  | 21  | 53  | -32 |
|  |      |                         | 479 | 480 | 153 | 174 | 153 | 553 | 553 | 0   |

Legenda:
      Promosso in Serie D 1977-1978.
      Retrocesso in Prima Categoria.
Regolamento:
Due punti a vittoria, uno a pareggio, zero a sconfitta.
Pari merito in caso di pari punti.
Differenza reti generale per stabilire le retrocessioni in caso di pari punti.
Note:
Nicese ha scontato 1 punto di penalizzazione in classifica per una rinuncia.

### Spareggio fra le 14.esime per un'ulteriore retrocessione
|        | Risultato |           | Luogo e data             |
| ------ | --------- | --------- | ------------------------ |
| Sunese | 1 - 0     | Valenzana | Vercelli, 19 giugno 1977 |
|        |           |           |                          |